# Dubrowka (rejon diedowiczski)
Dubrowka (ros. Дубровка) – wieś (ros. деревня, trb. dieriewnia) w zachodniej Rosji, w wołoscie Pożeriewickaja (osiedle wiejskie) rejonu diedowiczskiego w obwodzie pskowskim.

## Geografia
Miejscowość położona jest w dorzeczu rzeki Tiszynka, przy drodze regionalnej 58K-018 (Porchow – Łoknia), 9,5 km od centrum administracyjnego osiedla wiejskiego (Pożeriewicy), 11 km od centrum administracyjnego rejonu (Diedowiczi), 90,5 km od stolicy obwodu (Psków).
W granicach miejscowości znajdują się ulice: Centralnaja, zaułek Lesnoj, Mira, Mołodiożnaja, Sowchoznaja, zaułek Szkolnyj, Truda, Wostocznaja.

## Demografia
W 2010 r. miejscowość zamieszkiwało 207 osób.